# Павле Блажарич
Павле Блажарич (на сръбски: Павле Блажарић или Pavle Blažarić) е сръбски революционер, деец на сръбската пропаганда в Македония, и офицер от сръбската армия.

## Биография
Роден е на 26 януари 1878 година в Ярине, днес част от Косово. Завършва основното си училище в Рашка, а гимназия в Крушевац и Белград. През 1898 г. се записва в 31 клас във военна академия. Завършва през 1900 година и постъпва в 10 полк в Горни Милановац. От 1903 г. е на служба в 18 пехотен полк в Белград. Участва в Майския преврат от 1903 г., при който е убит сръбският крал Александър Обренович. През 1905 г. завършва висша военна школа и става сержант на 14 пехотен полк в Княжевац.
След несъгласие между началниците на горските щабове в Поречието Никола Янакович Косовски и Панте Радославлевич Дунавски, Блажарич е изпратен за техен заместник. Там той върши куриерски услуги и повежда чета, но се разболява от туберкулоза и през пролетта на 1907 година се завръща в Сърбия. Там става начелно на гранична стража в района на Куршумлия.По време на Балканската война командва Луковския четнически отряд, с който влиза в Прищина през 1912 г. По време на Междусъюзническата война е в трета бригада на Доброволческия отряд. В мемоарите си той признава, че местното население в Кавадарци е оказвало масова въоръжена съпротива на сръбските войски и е оказвало различна помощ на българската армия. През Първата световна война става командир на трета гранична секция, където има задача да пречи на албанските качаци и четите на ВМОРО. След това заминава за Солунския фронт. Пенсионира се през 1926 г. като началник на Призренската военна област. През Втората световна война е назначен да евакуира пенсионираните офицери в Солун. Арестуван е от германците, но е пуснат през 1942 г. заради болест.